# Львовка (Костанайская область)
Львовка (каз. Львов) — село в Житикаринском районе Костанайской области Казахстана. Входит в состав Тохтаровского сельского округа. Находится примерно в 20 км к востоку от районного центра, города Житикара. Код КАТО — 394457300.

## Население
В 1999 году население села составляло 342 человека (166 мужчин и 176 женщин). По данным переписи 2009 года, в селе проживали 244 человека (113 мужчин и 131 женщина).